# Hatzerim
Hatzerim (în ebraică:חצרים, în traducere literală - „curți”) este un kibuț în deșertul Neghev, la 8 kilometri vest de Beer Sheva. 
În 2021 localitatea avea o populație de 857 locuitori. 

## Numele
Kibuțul a fost numit Hatzerim după un loc biblic, menționat în Cartea Deuteronomului (Dvarim) 2:23 
„Și pe Hevei, care locuiau prin sate (literal:curți) chiar până la Gaza”
 
În Biblie cuvântul hatzerim, adică curți, desemna , se pare, așezări stabile înconjurate cu garduri de piatră sau stâne sau sate de păstori, adăposturi pentru oameni și vite  sens care apare și în Cartea Isaia 42:11
„Pustiul și cetățile lui să înalțe glas, și satele în care are sălaș Chedar! Locuitorii din Sela să chiuie de veselie; și din vârfurile munților să strige de bucurie!”

La fel în cartea Iosua Navi (Yehoshua) 19:8:
„ וְכָל-הַחֲצֵרִים, אֲשֶׁר סְבִיבוֹת הֶעָרִים הָאֵלֶּה, עַד-בַּעֲלַת בְּאֵר, רָאמַת נֶגֶב”
„Și toate satele care se aflau împrejurul cetăților acestora chiar până la Baalat-Beer-Ramatul de miazăzi”

În Ugarit cuvântul desemna stâne, iar cuvântul corespunzător în limba arabă - hadhira, înseamnă așezare stabilă.

## Istoria
Așezarea cooperatistă, numită la început Kelta, a fost fondată în noaptea de 5 spre 6 octombrie 1946, după ieșirea din postul de Iom Kipur, în cadrul „Operațiunii celor 11 puncte de așezare” lansate de Agenția Evreiască în Neghev. Fondatorii au fost un grup de cercetași evrei (Tzofim Ghimel), veniți din kibuțurile Dagania Alef și Afikim, cărora li s-au alăturat tineri numiți „copii din Teheran” veniți cu Aliyat Hanoar  (Organizația de Imigrare a Tineretului), ei fiind refugiați evrei din Polonia care, în timpul celui de al Doilea Război Mondial au fugit de naziști în Uniunea Sovietică, iar de acolo au ajuns în Palestina prin Iran, cu armata polonă (Corpul de armată II) a generalului Władysław Anders. Așezarea este un kibuț din Mișcarea kibuțiană/Hakibutz Hameuhad, întemeiat pe terenuri ale Fondului Național Evreiesc (Keren Kayemet leIsrael) cu sprijinul Apelului Evreiesc Unit (Keren Hayesod)..Nucleul fondator al așezării era format din cinci fete și douăzeci și cinci băieți. În scurt timp numărul lor s-a mărit la 50 de locuitori. 
Ei au învățat agricultura și au primit o instrucție militară ca parte din forțele Hagana,mai precis Palmach . În primul an ei s-au conectat cu așezările Gvaram și Nir Am (aflate la 60km distanță) pentru aprovizionarea cu apă. În total aveau 60 hectare de pământ arabil.
În timpul Războiul de Independență al Israelului țeava de apă a fost distrusă, iar localitatea a fost asediată o vreme 
 de forțe egiptene. Au rămas fără apă până la armistițiu, iar legătura cu exteriorul s-a păstrat prin telegraf și cu ajutorul unui avion de tip Auster Autocrat care le-a furnizat minimul necesar. În cele din urmă kibuțul a reușit să reziste și să nu fie cucerit de dușmani, din contră, a devenit un important cap de pod pentru cucerirea Beer Shevei și a Neghevului de sud.
La sfârșitul anilor 1950 kibuțul a intrat într-o criză , cunoscută sub numele de „”Criza sării”. După ce solul pe care a fost întemeiat, s-a dovedit ca fiind salin și nu destul de adaptat pentru agricultură, au avut loc lungi dezbateri, la care a luat parte ministrul de finanțe Levi Eshkol, și s-a hotărât, totuși, rămânerea în așezare și luarea de măsuri de udare a pământurilor.
În anii 1960 nu departe, la vest de kibuț s-a construit baza aeriană Hatzerim. În mijlocul anilor 1960 în kibuț s-au stabilit noi imigranți evrei, membri ai mișcării de tineret sionist Dror-Habonim din Argentina
După 1965, în urma dezvoltării în kibuț a companiei Netafim de sisteme de microirigații etc Hatzerim a devenit unul din kibuțurile cele mai înstărite din Israel. În același timp așezarea a continuat să păstreze principiile tradiționale ale kibuțurilor.
În 1973 membrii kibuțului Hatzerim au ajutat la înființarea kibuțurilor Ketura în valea Arava și Amasa în zona Hebron. În anii 1990 s-au stabilit în Hatzerim un număr de imigranți din Brazilia, de asemenea din mișcarea Dror-Habonim.

## Geografia
Hatzerim este așezat la o altitudine de 241 metri în Depresiunea Beer Shevapartea centrală a deșertului Neghev. Este o zona aridă, dar irigatiile permanente au transformat așezarea într-o oază agricolă. La întemeiere suprafata kibuțului a fost de 300 hectare.
Satul se află la 40 kilometri de litoralul Mediteranei, la 92 kilometri sud de centrul Tel Avivului, la 77 kilometri sud-vest de Ierusalim și la 6 kilometri vest de Beer Sheva. Localitatea este locuită de evrei, la fel si subdistrictul Bnei Shimon are o populație predominant evreiască, iar în ariile de deșert din jur, la est și sud-est, există o însemnată populație de beduini arabi.
La vest de kibuț se află baza aeriană Hatzerim.

## Demografia
În prezent trăiesc în Hatzerim circa 1000 locuitori, dintre care 400 sunt membri ai kibuțului.

## Diviziune
Kibuțul este împărțit in 13 sectoare:Jabaliya, Avocado, Mango, Lego Alef, Lego Beit, Habeer, Hanahal, Shvedia, Norveghia, Denia, HaTzeirim, Tiken.

## Economie
Kibuțul are o administrație separată penutru viața cotidiană și alta pentru economie.
Hatzerim a devenit unul din cele mai înstărite kibuțuri ale Israelului din cauza întreprinderii Netafim.

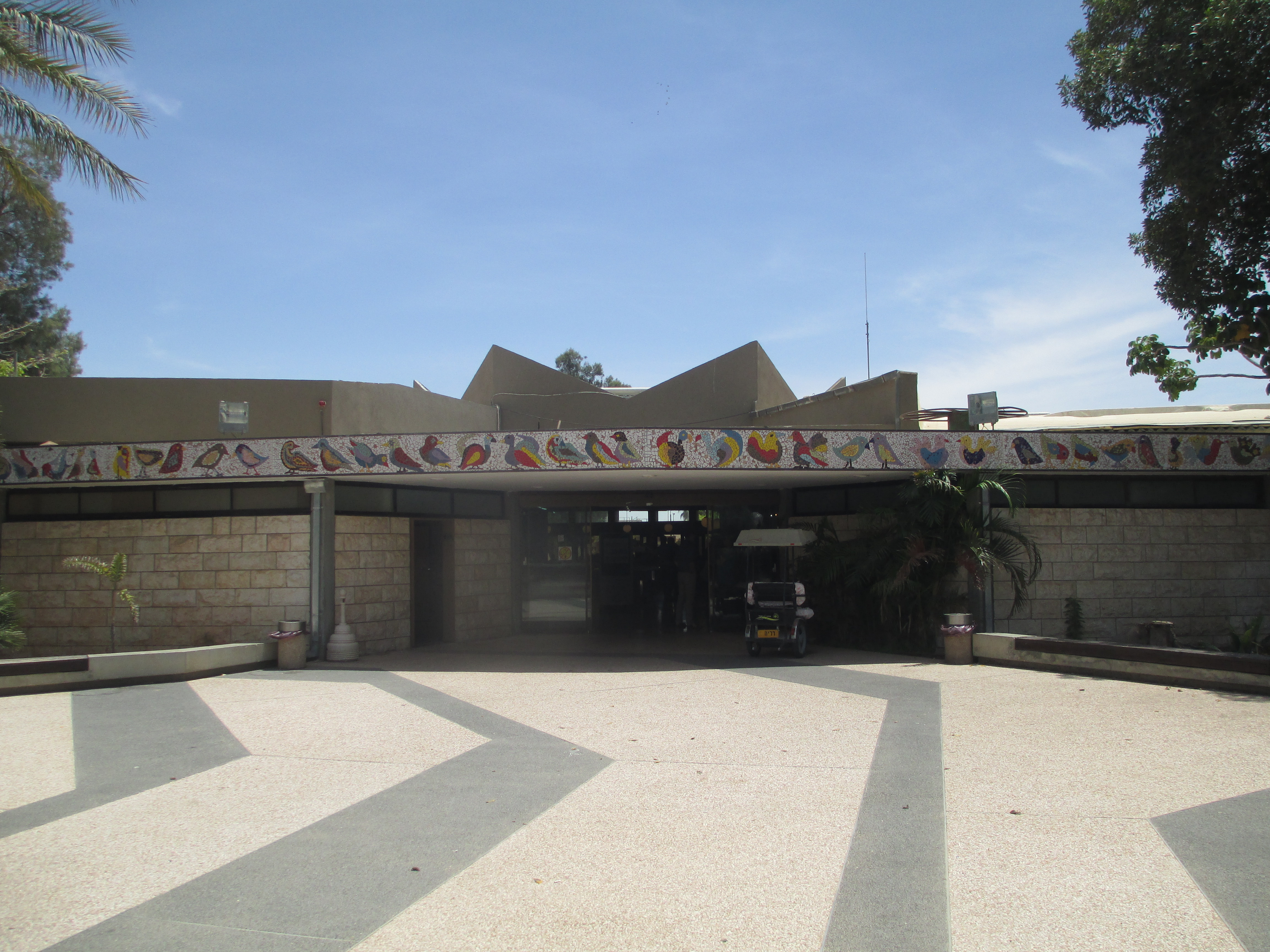
Cantina kibuțului

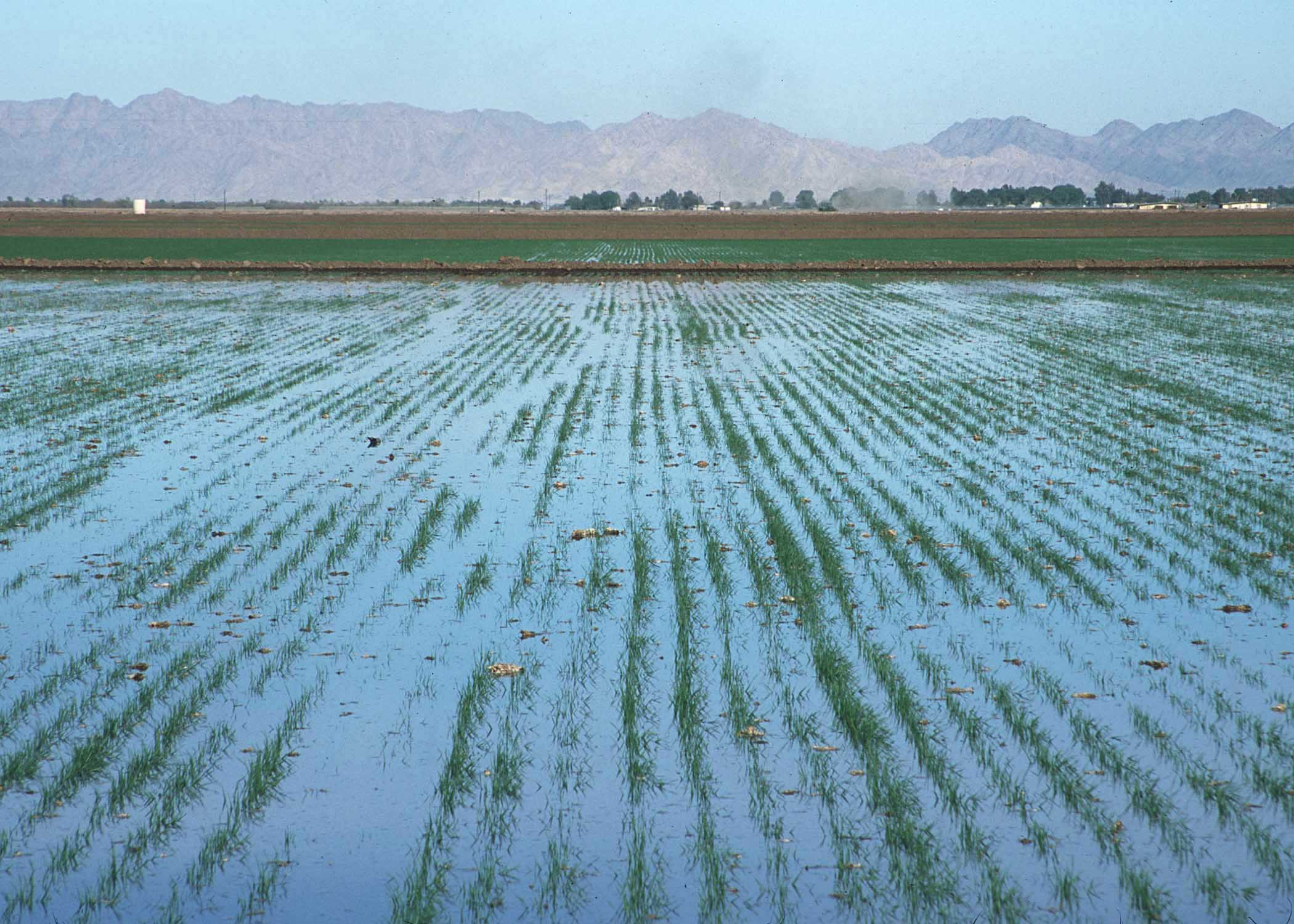
Irigații la Hatzerim

### Întreprinderea de microirigații Netafim
În 1965 kibuțul a înființat compania Netafim împreună cu inginerul Simcha Blass și fiul acestuia, Yeshayahu Blass, inventatorii sistemului de microirigații. În zilele noastre, kibuțul este unul din proprietarii firmei, Taasiya Netafim, care inventează, produce și comercializează de sisteme de irigații și este considerată una din companiile cele mai avansate din lume în domeniul sistemelor de microirigații. Compania Netafim  este condusă în parteneriat cu alte două kibuțuri: Magal și Iftakh. Netafim are întreprinderi și în străinătate - în California (S.U.A), Africa de Sud, vestul Australiei etc.
Astfel, Netafim a devenit o companie multinațională cu un venit de peste 300 milioane de dolari pe an.În 2017 Netafim a fost parțial vândută firmei Permira, apoi a trei sferturi au fost achiziționate de un grup industrial mexican

### Culturile de Jojoba
Începând din 1990, kibuțul produce și ulei de jojoba, destinat industriei cosmetice. În 2018 plantația de jojoba avea o suprafață de 500 hectare,și producea o cincime din producția mondială de acest ulei.Compania Jojoba Israel este in proprietatea exclusivă a kibuțului.
Irigarea plantației de jojoba se face cu ajutorul microirigațiilor care folosesc apa recuperată de la kibuț și de la baza aeriană vecină.
În secolul al XXI-lea Hatzerim a făcut pași spre cultivarea arganilor și exploatarea uleiului de argan.

### Alte ramuri economice
În 2017 kibuțul posedă 33% din Compania Neghev Ecologia, care se ocupă cu deșeurile. 
De asemenea, împreună cu alte kibuțuri, Hatzerim este co-proprietarul companiei A.B.Tihnun, una din cele mai mari companii de planificare din Israel.

### Învățământ
Kibuțul posedă școala Nave vamidbar, în care se aplică un experiment numit Matzpun umatzpen - Conștiintă și busolă, destinat să promoveze schimbări în viața personală și in mediul înconjurător.
Au funcționat și clase de ebraică pentru noi imigranți.

### Alte ramuri economice
În 2017 kibuțul posedă 33% din Compania Neghev Ecologia, care se ocupă cu deșeurile.

## Transportul
Kibuțul este situat pe șoseaua locală 2357, ulterior șoseaua regională 233.

### Obiective de interes
- Beit Habitahon - Casa apărătorilor se află în centrul așezării, primul edificiu permanent din localitate, terminat în martie 1947. A fost construit cu ziduri de beton groase de 20 cm, și două ambrazuri. Era destinat sa fie ultimul bastion de apărare, în caz de atac al dușmanului. Pe zidul casei se afla un bazorelief care îl arată pe Moshe (Mussa) Shiloah, unul din fondatorii kibuțului, și iapa lui. el a fost paznic al ogoarelor si a slujit in sericiul de informații al Brigăzii Neghevului. a fost omorât la 24.09.1948, împușcat dintr-o ambuscadă, la una din întâlnirile cu un informator arab. Mormântul său a fost cel dintâi mormânt din kibuț.[11]
- Calea cu sculpturi  cuprinzând 30 de sculpturi, în est de localitate, realizate de  artista Marga Fischstein și soțul ei, Israel, cu psrijinul Fondului Național Evreiesc .

## Cultură și sport
Kibuțul are un centru cultural cu bibliotecă si o grădina zoologică.  
De asemenea - o sală de sport, o sală de gimnastică, o piscină publică, terenuri de fotbal, basket și tenis.

## Sistem sanitar
În kibuț funcționează și un serviciu stomatologic.

## Personalități
- Amos Yadlin - general-maior israelian, fost comandant al serviciilor militare de informații (2006-2010) - născut la Hatzerim

## Galerie

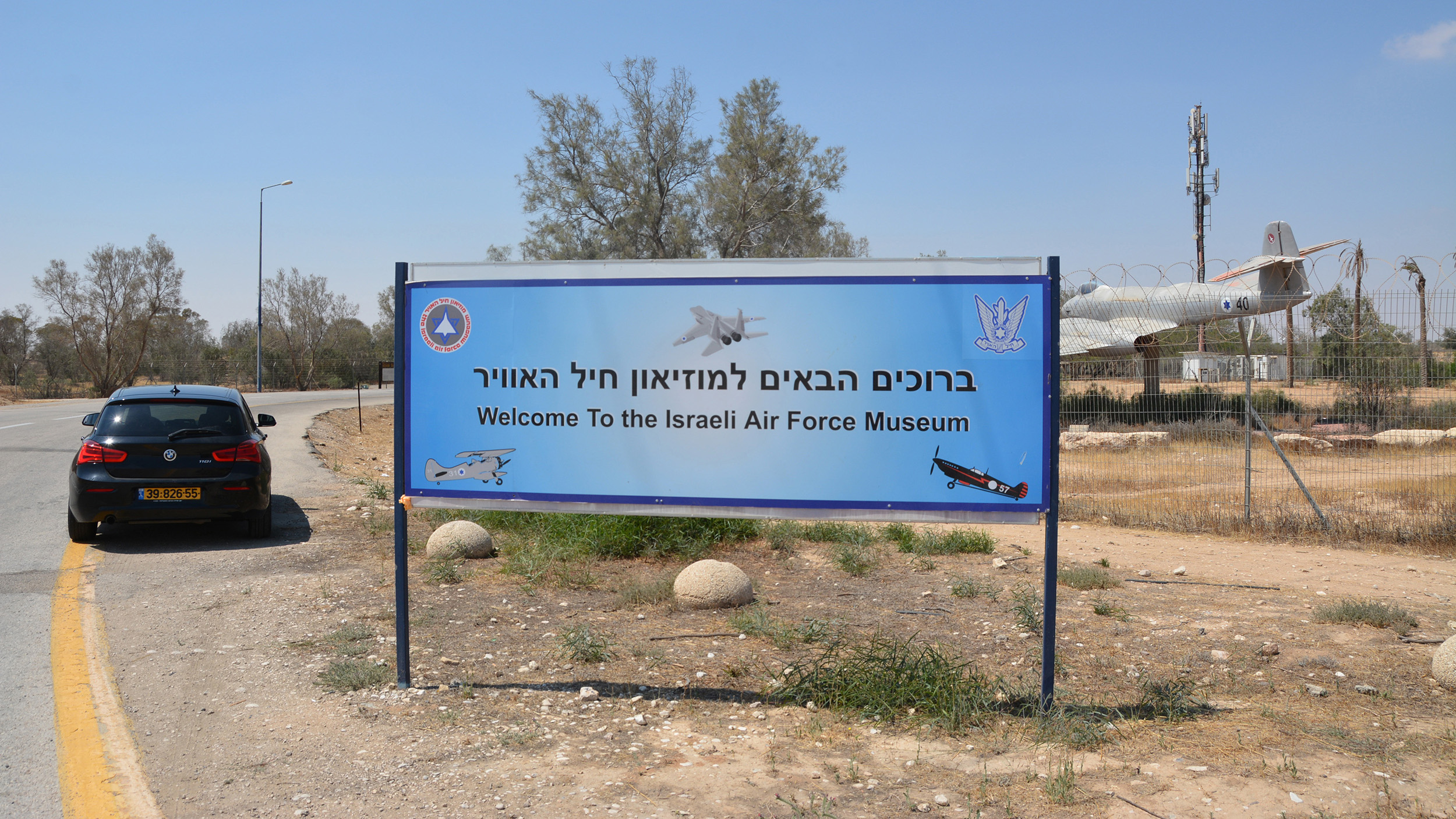
Indicator pentru vizitatori la intrarea în Muzeul aviației de la Hatzerim
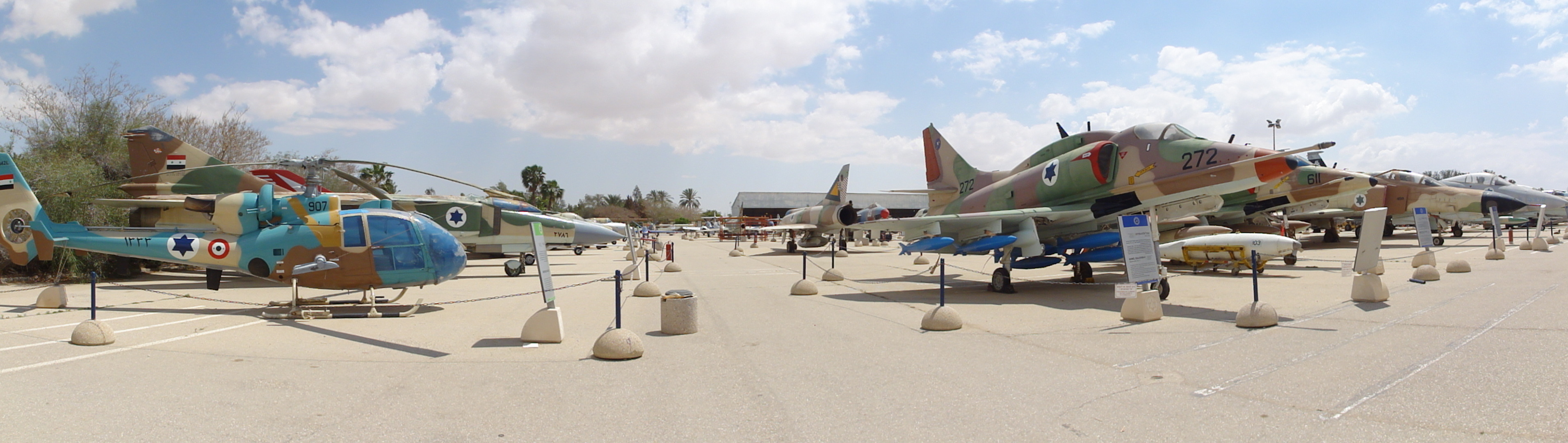
Expoziție de avioane vechi
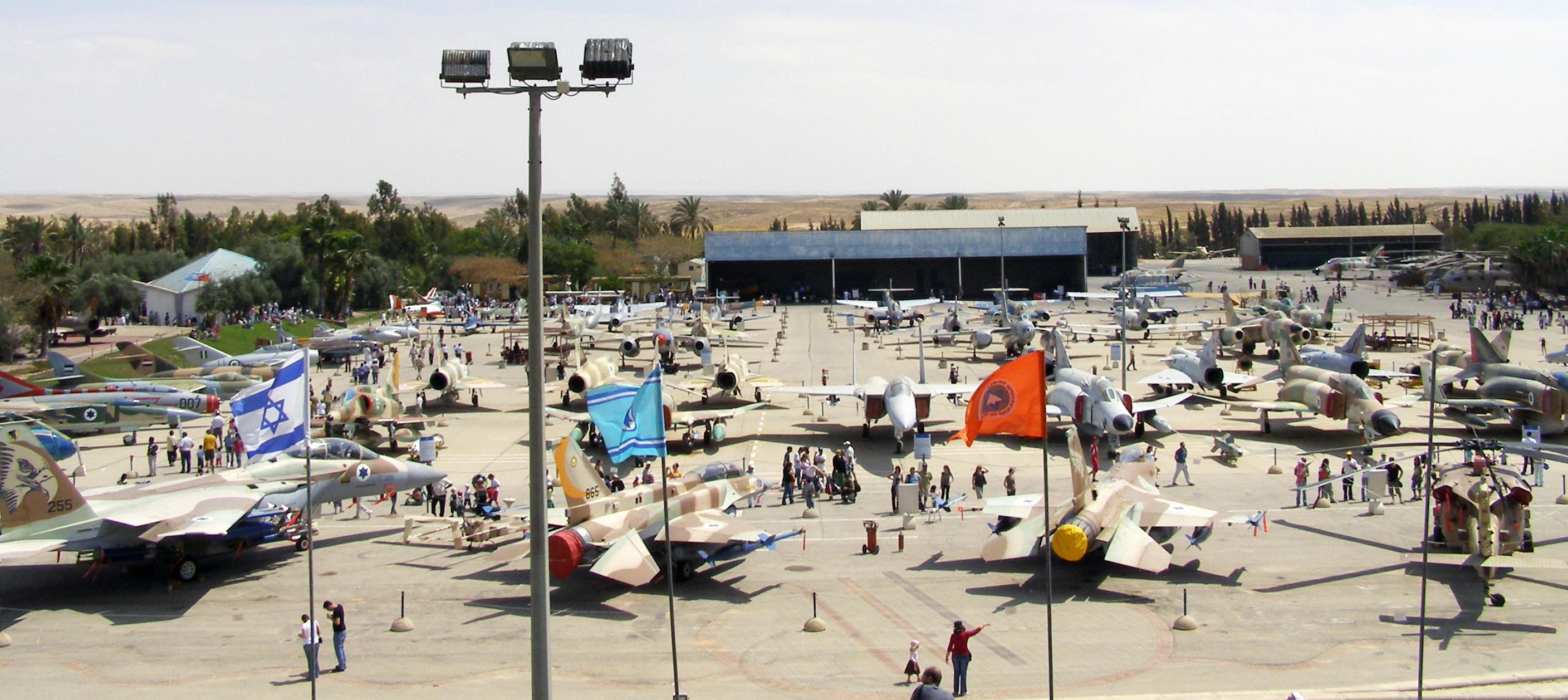
Muzeul aviației la Hatzerim de Ziua Independentei 2008, în față în stânga: un avion funcțional
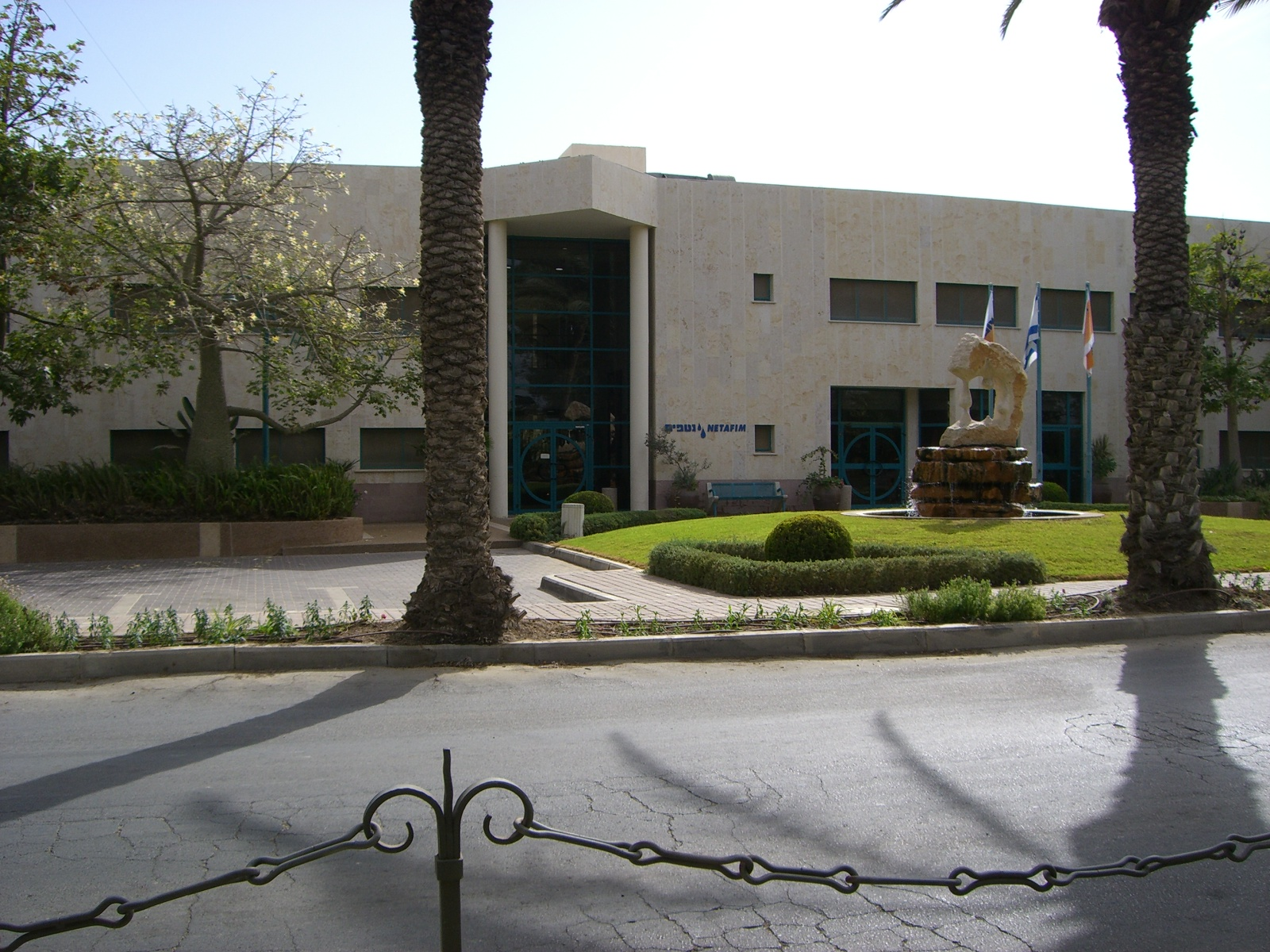
Birourile companiei Netafim
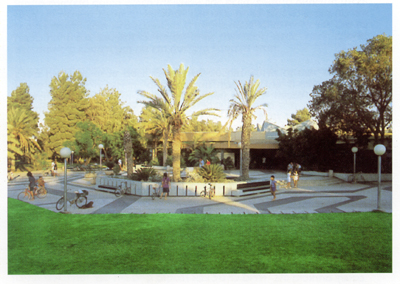
Imagine din Hatzerim
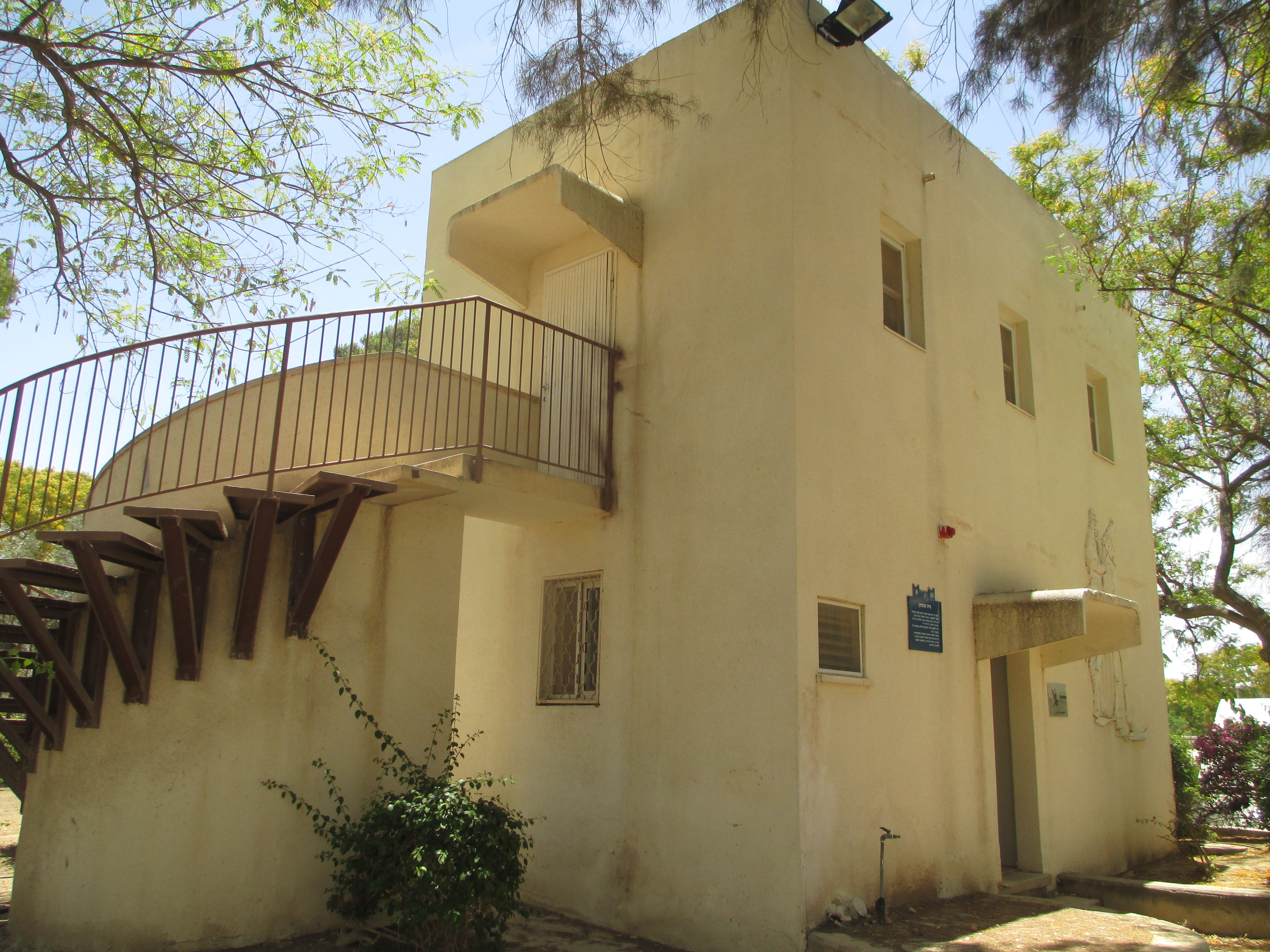
Casa apărătorilor kibuțului, Beit Habitahon
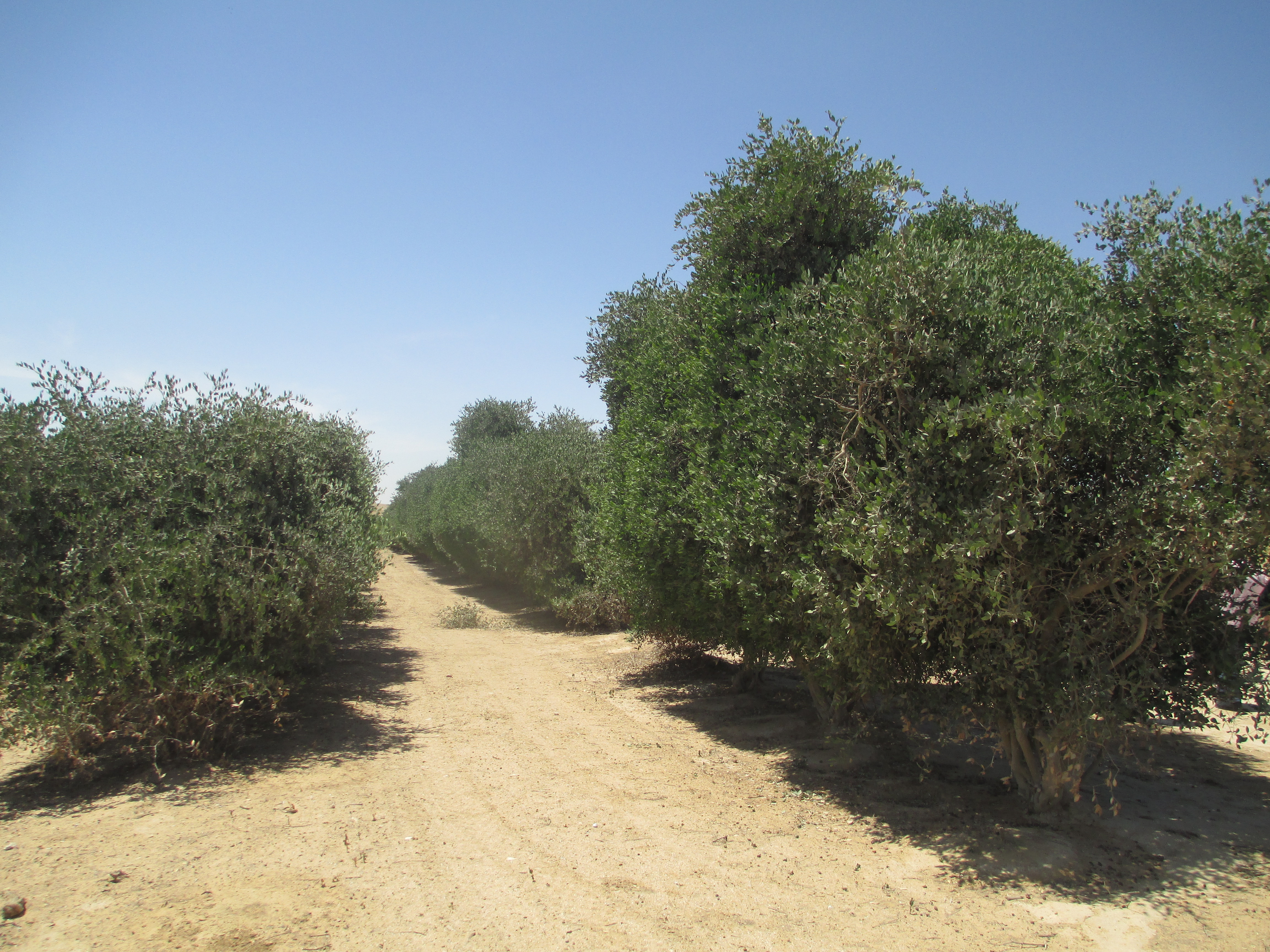
Plantația de jojoba la Hatzerim
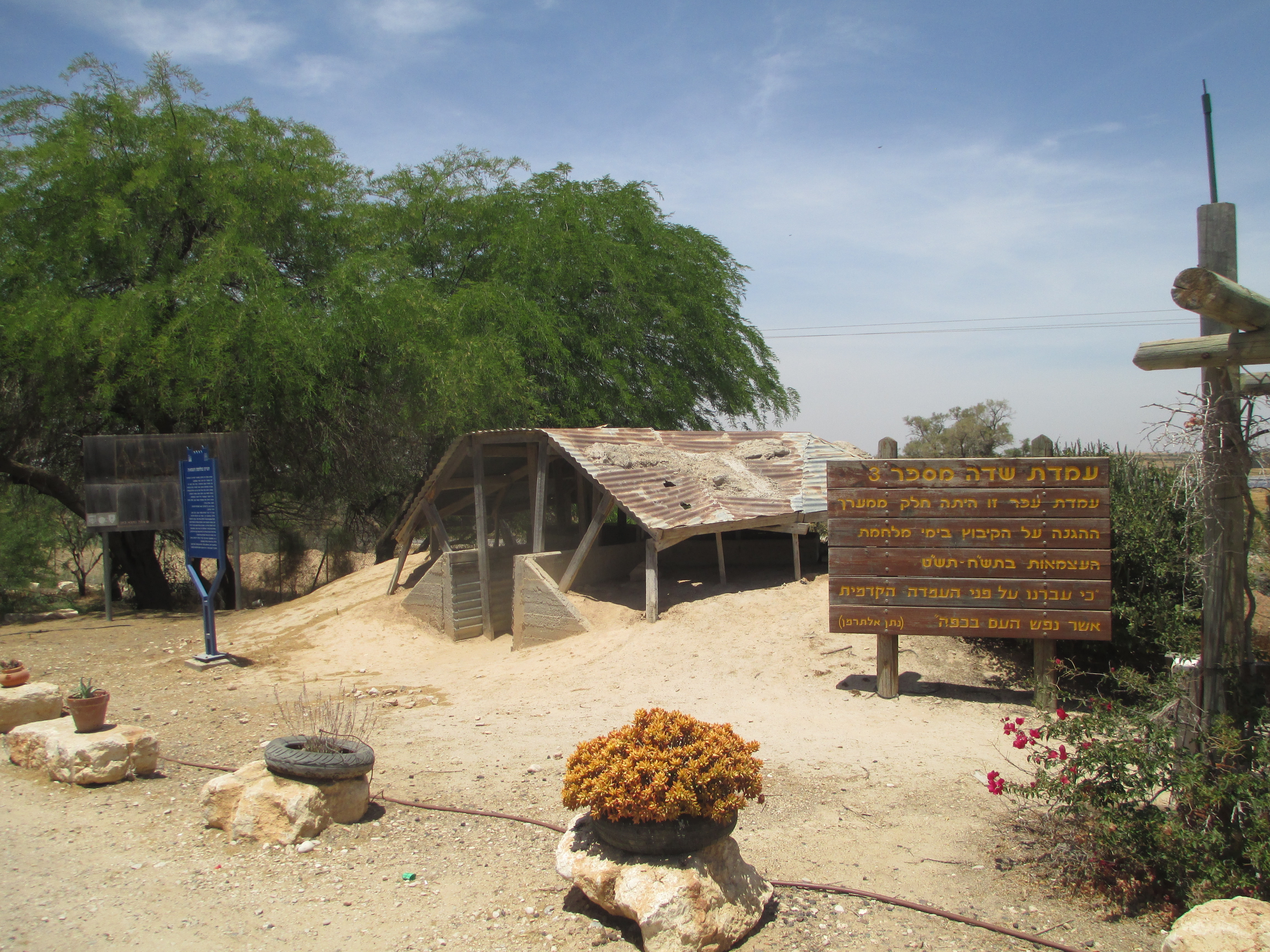
Poziție de apărare la Hatzerim în Războiul de Independență, 1948